# Детятино (Псковский район)
Детятино — деревня в Тямшанской волости Псковского района Псковской области России.
Расположена в 26 км к юго-западу от центра города Пскова и в 10 км к юго-западу от деревни Тямша.

## Население
| 2001 | 2002 | 2010 |
| ---- | ---- | ---- |
| 6    | ↘3   | ↗4   |